# Dublinia
Dublinia er et living history-museum og besøgscenter, der ligger i Dublin, Irland, der fokuserer på byens historie i vikingetiden og middelalderen. Dublinia ligger i en del af Dublins Christ Church Cathedral, kendt som Synod hall.
Dublinia benytter reenactment med skuespillere, der spiller roller som vikinger eller middelaldermennesker fra Dublin iført historiske dragter, og opfordrer besøgende til at deltage. Indenfor er der blevet opført rekonstruktioner af bygninger og gader fra vikingetiden og middelalderen.
Udstillingen åbnede i 1993, og blev videreudviklet i 2010 for €2 mio. På dette tidspunkt havde museet over 125.000 besøgende om året.